# 밀도 (다포체)

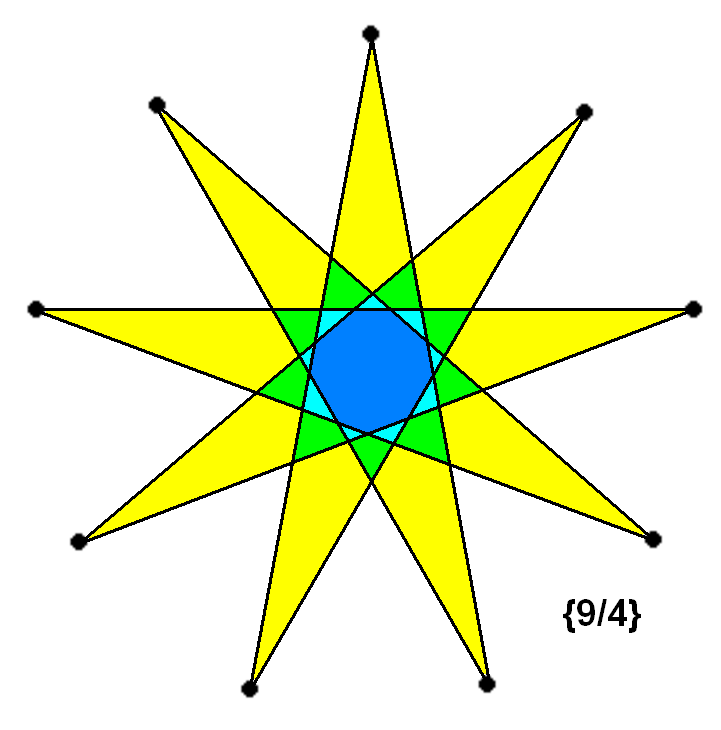
정구각성 {9/4}의 경계는 중심을 4번 둘러싸므로 밀도는 4이다.

기하학에서, 다포체의 밀도는 다포체, 특히 고른 다포체나 정다포체의 중심을 둘러싸는 수를 나타낸다. 이것은 중심에서 무한으로 뻗어나가는 반직선에 교차하는 Facet이나 면의 최소 개수를 세서 시각적으로 결정할 수 있다.
다포체의 어떤 facet도 연속인 내부 영역을 지나지 않는 경우에, 밀도는 상수이다. 자기교차하지 않는 (acoptic) 다포체에 대해서, 밀도는 1이다.
겹치는 면을 가지는 테셀레이션은 유사하게 밀도를 주어진 점을 덮는 면의 수로 정의할 수 있다.

## 다각형
별 다각형의 밀도는 다각형의 경계가 중심을 둘러싸는 횟수이다; 이것은 중심점 주변의 경계에 대한 감김수이다.
별 정다각형 {p/q}에 대해서, 밀도는 q이다.
이것은 중심에서 무한으로 뻗어나가는 반직선에 교차하는 변의 최소 개수로 시각적으로 결정할 수 있다.

## 다면체
|                                                                                           |  |
| 비볼록 큰 이십면체 {3,5/2}는 오른쪽의 투명하고 졀단면을 보여주는 그림이 보여주듯이 7이다. |  |

아서 케일리는 밀도를 오일러의 다면체 공식 (V − E + F = 2)을 별 정다면체에 적용되도록 수정할 때 사용했다. 이 때, dv는 꼭짓점 도형의 밀도이고, df는 면의 밀도이고 D는 다면체 전체의 밀도이다:
dv V − E + df F = 2D
예를 들어, 큰 이십면체 {3, 5/2}는 삼각형 면(df = 1) 20개가 있고, 모서리 30개와 오각성 꼭짓점 도형(dv = 2) 12개가 있으므로, 다음을 얻을 수 있다:
2·12 − 30 + 1·20 = 14 = 2D.
이것은 큰 이십면체의 밀도가 7이라는것을 암시한다. 수정되지 않은 오일러의 다면체 공식은 작은 별모양 십이면체 {5/2, 5}와 그 쌍대인 큰 십이면체 {5, 5/2}에서는 V − E + F = −6로 적용되지 않는다.
별 정다면체는 두 쌍대쌍으로 존재하고 각각의 형태는 그 쌍대와 같은 밀도를 가진다: 한 쌍(작은 별모양 십이면체—큰 십이면체)은 밀도가 3이고, 다른 쌍(큰 별모양 십이면체–큰 이십면체)은 밀도가 7이다.
헤스는 더 나아가서 일부가 다른 것 뒤쪽으로 접힐 수 있는 다른 종류의 면을 가지는 별 다면체의 공식으로 일반화했다. 밀도에 대한 결과값은 연관된 구면 다면체가 구를 덮는 횟수에 대응한다.
이것은 콕서터와 그외가 주요한 고른 다면체의 밀도를 결정하게 한다.
일부 면이 중심을 통과하는 반다면체에 대해서는 밀도를 정의할 수 없다.  비가향 다면체 역시 잘 정의된 밀도는 없다.

## 폴리코론
밀도가 4, 6, 20, 66, 76, 그리고 191 중에 있는 별 정폴리코론 또는 4차원 다포체(슐레플리-헤스 폴리코론이라고 불린다)는 10개가 있다. 이것은 자기쌍대인 밀도가 6인 것과 66인 것을 제외하고는 쌍대쌍으로 있다. 서로서로 쌍대쌍 관계인 것 중에 밀도가 4인 것은 작은 별모양 백이십포체 {5/2, 5, 3} 와 정이십면체 백이십포체 {3, 5, 5/2} 이고, 밀도가 6인 것은 자기쌍대 다포체인 큰 백이십포체{5, 5/2, 5},  20인 것은 큰 별모양 백이십포체 {5/2, 3, 5}  와 거대 백이십포체  {5, 3, 5/2} , 그리고  자기쌍대 다포체인 66인 것은 거대 별모양 백이십포체{5/2, 5, 5/2}, 76인 것은 큰 이십면체 백이십포체  {3, 5/2, 5}  와 큰 거대 백이십포체  {5, 5/2, 3}이다. 또한 191인 것은 큰 거대 별모양 백이십포체 {5/2, 3, 3}  및  거대 육백포체 {3, 3, 5/2}이다.